# Peperomia enantiostachya
Peperomia enantiostachya är en pepparväxtart som beskrevs av C. Dc.. Peperomia enantiostachya ingår i släktet peperomior, och familjen pepparväxter. Inga underarter finns listade i Catalogue of Life.